# Enzio Edström
August Enzio Edström, född 22 december 1854 i Sundsvall, död 31 december 1926 i Sollefteå, var en svensk skolman.
Edström blev filosofie doktor i Uppsala 1883 med avhandlingen Studier öfver uppkomsten och utvecklingen af fornfranskans e-ljud i betonad stafvelse. Han blev lektor vid högre allmänna läroverket i Västerås 1887, var lektor vid Nya Elementarskolan i Stockholm 1895-1920, och utgav bland annat några mycket använda läroböcker i franska.